# 1368 Numidia
Az 1368 Numidia (ideiglenes jelöléssel 1935 HD) a Naprendszer kisbolygóövében található aszteroida. Cyril Jackson fedezte fel 1935. április 30-án, Johannesburgban.